# Rhinopithecus avunculus
Il rinopiteco del Tonchino (Rhinopithecus avunculus Dollman, 1912) è un primate della famiglia dei Cercopitecidi. Con un numero di esemplari inferiore alle 200 unità che vivono nel nord del Vietnam, è una delle specie di primati più minacciate del mondo.

## Descrizione

### Dimensioni
I maschi presentano generalmente una lunghezza testa-corpo di 65 cm, a cui si aggiungono altri 83 centimetri di coda, più lunga del corpo. Le femmine sono lunghe circa 54 cm e hanno una coda di 68 cm. Con un peso che si aggira intorno ai 14 kg, i maschi sono significativamente più grandi delle femmine, che pesano circa 8,5 kg.

### Aspetto
Il mantello del rinopiteco del Tonchino è di colore grigio-nerastro sulla regione dorsale e biancastro sulla pancia, sul lato inferiore della coda e sulla parte interna degli arti. La testa è arrotondata, la faccia è anch'essa di colore bianco. Come tutti i rinopitechi, questa scimmia è caratterizzata da un breve naso all'insù, con le narici rivolte in avanti. Intorno agli occhi e al naso, si estende una zona di pelle glabra di colore azzurro, mentre attorno alla bocca la pelle appare blu-nerastra. Sulla gola è presente una macchia arancione.

## Distribuzione e habitat
Assieme al rinopiteco di Stryker, il rinopiteco del Tonchino è una delle sole specie di rinopiteco non originarie della Cina, in quanto è diffuso nel nord del Vietnam, nella regione del Tonchino alla quale deve il nome. Il suo areale è sempre stato piuttosto limitato, ma oggi ricopre solamente un'area di 100 km² tra le province di Tuyên Quang e Bắc Cạn. Suo habitat sono le foreste monsoniche.

## Biologia

### Comportamento
Il rinopiteco del Tonchino conduce vita arboricola e, come tutte le scimmie del Vecchio Mondo, è una specie diurna. Vive in gruppi costituiti da harem, cioè composti da un maschio, da diverse femmine e dalla rispettiva prole. La dimensione media di uno di questi gruppi è di 15 animali. Gli altri maschi spesso formano i cosiddetti «gruppi di scapoli». Spesso singoli gruppi si uniscono a formare organizzazioni più grandi.

### Alimentazione
La dieta di queste scimmie è costituita da foglie, frutti e semi, ma la sua composizione varia a seconda delle stagioni. Quindi, probabilmente, esse consumano un maggior numero di foglie in primavera e di frutti in autunno.

### Riproduzione
Le abitudini riproduttive sono poco conosciute. Dopo una gestazione di 200 giorni, la femmina partorisce un unico piccolo.

## Conservazione
Il rinopiteco del Tonchino è uno dei primati più minacciati del mondo. Causa principale del suo declino è la progressiva distruzione dell'habitat, associata alla caccia. Anche i conflitti militari che hanno avuto luogo entro l'areale della specie hanno probabilmente contribuito al suo declino. La IUCN stima che ne rimangano meno di 200 esemplari e considera la specie «in pericolo critico» (Critically Endangered).
L'analisi genetica effettuata su 125-130 esemplari di una popolazione che vive nella foresta di Khau Ca (provincia di Hà Giang) ha dimostrato che il DNA mitocondriale non presenta alcuna variabilità genetica.